# Triabunna
Triabunna – miasto w Australii, we wschodniej części Tasmanii.